# Алексєєв Ігор Вікторович
І́гор Ві́кторович Алексє́єв (10 січня 1960, Донецьк) — український політик, дипломат, секретар ЦК КПУ (від червня 2005 р.).
Народний депутат України протягом чотирьох поспіль каденцій (від 2002 р. у IV скликанні, до 2014 р. у складі VII скликання). Був одним із депутатів, що голосували за «Диктаторські закони» 16 січня 2014 року.

## Біографія

### Освіта
- 1981 — Донецьке вище військово-політичне училище інженерних військ та військ зв'язку.
- 1991 — Військово-політична академію імені Леніна.
- 1998 — Дипломатична академія при МЗС України (за фахом — магістр зовнішньої політики).

### Кар'єра
- 1981–1983 — заступник командира роти зв'язку (Київ).
- 1983–1985 — секретар комітету ВЛКСМ, пропагандист політвідділу в Київському вищому військово-інженерному училищі зв'язку.
- 1985–1988 — пропагандист військової частини (Магадан).
- 1988–1991 — слухач Військово-політичної академії імені Леніна (Москва).
- 1991–1994 — викладач Київського інституту сухопутних військ.
- 1994–1996 — перший секретар Управління контролю над озброєнням та роззброєнням МЗС України.
- 1996–1998 — слухач Дипломатичної академії при МЗС України.
- 1998–2002 — консул Дипломатичного представництва України в Королівстві Данія.

Член КПУ.

### Депутатська діяльність
Народний депутат України 4-го скликання (квітень 2002 — квітень 2006) від КПУ (№ 50 в списку). Член фракції комуністів (з травня 2002). Член Комітету у закордонних справах (з червня 2002), голова підкомітету з міжнародних договорів.
Народний депутат України 5-го скликання (квітень 2006 — листопад 2007) від КПУ (№ 14 в списку). Голова підкомітету з міжнародно-правових питань Комітету у закордонних справах (з липня 2006). Член фракції КПУ (з квітня 2006).
Народний депутат України 6-го скликання (листопад 2007 — грудень 2012) від КПУ (№ 10 в списку). Член фракції комуністів (з листопада 2007). Секретар Комітету у закордонних справах (з грудня 2007).
10 серпня 2012 року у другому читанні проголосував за Закон України «Про засади державної мовної політики», який суперечить Конституції України, не має фінансово-економічного обґрунтування і спрямований на знищення української мови. Закон було прийнято із порушеннями регламенту.
Один із 148 депутатів Верховної Ради України, які підписали звернення до Сейму Республіки Польща з проханням визнати геноцидом поляків події на Волині 1942—1944 років.
Народний депутат України 7-го скликання (з грудня 2012) від КПУ (№ 6 в списку). Член фракції комуністів (з грудня 2012). Перший заступник голови Комітету, голова підкомітету з міжнародно-правових питань та контролю за виконанням Україною міжнародних зобов'язань Комітету у закордонних справах (з грудня 2012).
Перший заступник голови Комітету, голова підкомітету з міжнародно-правових питань та контролю за виконанням Україною міжнародних зобов'язань Комітету Верховної Ради України у закордонних справах.
Член групи з міжпарламентських зв'язків з Італійською Республікою, Республікою Кіпр, Державою Ізраїль, Литовською Республікою, Республікою Індонезія, Канадою, Грузією, Соціалістичною Республікою В'єтнам, Російською Федерацією, Республікою Білорусь. Заступник керівника групи з міжпарламентських зв'язків з Китайською Народною Республікою.
Член міжпарламентської комісії зі співробітництва Верховної Ради України та Національних Зборів Республіки Білорусь.